# Igor Praporshchikov
Igor Praporshchikov (ur. 7 lutego 1976) – australijski zapaśnik walczący przeważnie w stylu wolnym. Olimpijczyk z Sydney 2000, gdzie zajął dziewiętnaste miejsce w kategorii 85 kg.
Zajął 23. miejsce na mistrzostwach świata w 2005. Piąty na igrzyskach Wspólnoty Narodów w 2002. Mistrz Igrzysk Oceanu Spokojnego w 1995. Siedmiokrotny medalista mistrzostw Oceanii w latach 1995–2002.
- Turniej w Sydney 2000

Przegrał z Beybulatem Musayevem z Białorusi i Adamem Sajtijewem z Rosji.